# Håga
Håga – miejscowość (tätort) w Szwecji, w regionie administracyjnym (län) Uppsala, w gminie Enköping.
Według danych Szwedzkiego Urzędu Statystycznego liczba ludności wyniosła: 235 (31 grudnia 2015), 282 (31 grudnia 2018) i 280 (31 grudnia 2019).